# Ciclisme als Jocs Olímpics d'estiu de 2016 - Òmnium masculí
La prova d' Òmnium masculí dels Jocs Olímpics de Rio de Janeiro 2016 es disputà el 14 i 15 d'agost al Velòdrom Olímpic de Rio.
La competició òmnium consisteix en sis proves. Durant les cinc primeres, els ciclistes reben punts en funció de la seva posició, mentre que durant la cursa final de puntuació que poden obtenir punts en guanyar esprints i voltes.
- Scratch: Cursa de 15 km format Scratch on tots els ciclistes que competeixen alhora per ser el primer en creuar la línia final.
- Persecució individual: Cursa de 4 km de Persecució individual amb resultat en funció del temps.
- Cursa d'eliminació: Cursa en format eliminació, en que cada dues voltes un ciclista queda eliminat.
- Contrarellotge: una contrarellotge individual d'1 km amb dos ciclistes (a banda i banda de la pista) corrent alhora.
- Volta llançada: contrarellotge individual de 250 m. amb sortida llançada.
- Cursa de puntuació: Cursa de 40 km format Puntuació on s'obtenen punts amb els esprints que tenen lloc cada cert nombre de voltes i per voltes guanyades.

La competició va ser guanyada per l'italià Elia Viviani. La plata se l'emportà el britànic Mark Cavendish i el danès Lasse Norman Hansen aconseguí el bronze.

## Medallistes
| Or                 | Plata                | Bronze                    |
| Elia Viviani (ITA) | Mark Cavendish (GBR) | Lasse Norman Hansen (DEN) |

## Cursa Scratch
| Posició | Ciclistes                 | Voltes perdudes | Punts |
| ------- | ------------------------- | --------------- | ----- |
| 1       | Lasse Norman Hansen (DEN) | 0               | 40    |
| 2       | Roger Kluge (GER)         | 0               | 38    |
| 3       | Thomas Boudat (FRA)       | −1              | 36    |
| 4       | Glenn O'Shea (AUS)        | −1              | 34    |
| 5       | Dylan Kennett (NZL)       | −1              | 32    |
| 6       | Mark Cavendish (GBR)      | −1              | 30    |
| 7       | Elia Viviani (ITA)        | −1              | 28    |
| 8       | Fernando Gaviria (COL)    | −1              | 26    |
| 9       | Park Sang-hoon (KOR)      | −1              | 24    |
| 10      | Artyom Zakharov (KAZ)     | −1              | 22    |
| 11      | Leung Chun Wing (HKG)     | −1              | 20    |
| 12      | Kazushige Kuboki (JPN)    | −1              | 18    |
| 13      | Ignacio Prado (MEX)       | −1              | 16    |
| 14      | Gideoni Monteiro (BRA)    | −1              | 14    |
| 15      | Gaël Suter (SUI)          | −1              | 12    |
| 16      | Tim Veldt (NED)           | −1              | 10    |
| 17      | Bobby Lea (USA)           | −1              | 8     |
| 18      | Jasper De Buyst (BEL)     | −1              | 6     |

## Persecució individual
| Posició | Ciclistes                 | Temps         | Punts | Punts acumulats | Rànquing |
| ------- | ------------------------- | ------------- | ----- | --------------- | -------- |
| 1       | Lasse Norman Hansen (DEN) | 4:14.982 R.O. | 40    | 80              | 1        |
| 2       | Mark Cavendish (GBR)      | 4:16.878      | 38    | 68              | 3        |
| 3       | Elia Viviani (ITA)        | 4:17.453      | 36    | 64              | 5        |
| 4       | Roger Kluge (GER)         | 4:18.907      | 34    | 72              | 2        |
| 5       | Thomas Boudat (FRA)       | 4:19.918      | 32    | 68              | 3        |
| 6       | Dylan Kennett (NZL)       | 4:20.180      | 30    | 62              | 6        |
| 7       | Tim Veldt (NED)           | 4:22.856      | 28    | 38              | 10       |
| 8       | Bobby Lea (USA)           | 4:23.942      | 26    | 34              | 13       |
| 9       | Gideoni Monteiro (BRA)    | 4:25.808      | 24    | 38              | 10       |
| 10      | Fernando Gaviria (COL)    | 4:26.649      | 22    | 48              | 8        |
| 11      | Glenn O'Shea (AUS)        | 4:28.350      | 20    | 54              | 7        |
| 12      | Park Sang-hoon (KOR)      | 4:29.079      | 18    | 42              | 9        |
| 13      | Leung Chun Wing (HKG)     | 4:29.162      | 16    | 36              | 12       |
| 14      | Ignacio Prado (MEX)       | 4:29.396      | 14    | 30              | 15       |
| 15      | Artyom Zakharov (KAZ)     | 4:32.503      | 12    | 34              | 13       |
| 16      | Jasper De Buyst (BEL)     | 4:36.246      | 10    | 16              | 18       |
| 17      | Gaël Suter (SUI)          | 4:36.674      | 8     | 20              | 17       |
| 18      | Kazushige Kuboki (JPN)    | 4:39.889      | 6     | 24              | 16       |

## Cursa per eliminació
| Posició | Ciclistes                 | Punts | Punts acumulats | Rànquing |
| ------- | ------------------------- | ----- | --------------- | -------- |
| 1       | Elia Viviani (ITA)        | 40    | 104             | 2        |
| 2       | Thomas Boudat (FRA)       | 38    | 106             | 1        |
| 3       | Fernando Gaviria (COL)    | 36    | 84              | 6        |
| 4       | Kazushige Kuboki (JPN)    | 34    | 58              | 11       |
| 5       | Artyom Zakharov (KAZ)     | 32    | 66              | 10       |
| 6       | Gideoni Monteiro (BRA)    | 30    | 68              | 9        |
| 7       | Mark Cavendish (GBR)      | 28    | 96              | 3        |
| 8       | Gaël Suter (SUI)          | 26    | 46              | 17       |
| 9       | Ignacio Prado (MEX)       | 24    | 54              | 13       |
| 10      | Glenn O'Shea (AUS)        | 22    | 76              | 7        |
| 11      | Bobby Lea (USA)           | 20    | 54              | 13       |
| 12      | Roger Kluge (GER)         | 18    | 90              | 4        |
| 13      | Leung Chun Wing (HKG)     | 16    | 52              | 15       |
| 14      | Park Sang-hoon (KOR)      | 14    | 56              | 12       |
| 15      | Jasper De Buyst (BEL)     | 12    | 28              | 18       |
| 16      | Tim Veldt (NED)           | 10    | 48              | 16       |
| 17      | Dylan Kennett (NZL)       | 8     | 70              | 8        |
| 18      | Lasse Norman Hansen (DEN) | 6     | 86              | 5        |

## Contrarellotge
| Posició | Ciclistes                 | Temps    | Punts | Punts acumulats | Rànquing |
| ------- | ------------------------- | -------- | ----- | --------------- | -------- |
| 1       | Dylan Kennett (NZL)       | 1:00.923 | 40    | 110             | 8        |
| 2       | Glenn O'Shea (AUS)        | 1:02.332 | 38    | 114             | 6        |
| 3       | Elia Viviani (ITA)        | 1:02.338 | 36    | 140             | 1        |
| 4       | Fernando Gaviria (COL)    | 1:02.469 | 34    | 118             | 4        |
| 5       | Lasse Norman Hansen (DEN) | 1:02.538 | 32    | 118             | 4        |
| 6       | Mark Cavendish (GBR)      | 1:02.868 | 30    | 126             | 2        |
| 7       | Tim Veldt (NED)           | 1:03.464 | 28    | 76              | 12       |
| 8       | Leung Chun Wing (HKG)     | 1:03.730 | 26    | 78              | 10       |
| 9       | Roger Kluge (GER)         | 1:03.797 | 24    | 114             | 6        |
| 10      | Artyom Zakharov (KAZ)     | 1:03.941 | 22    | 88              | 9        |
| 11      | Thomas Boudat (FRA)       | 1:04.227 | 20    | 126             | 2        |
| 12      | Park Sang-hoon (KOR)      | 1:04.231 | 18    | 74              | 13       |
| 13      | Gaël Suter (SUI)          | 1:04.433 | 16    | 62              | 16       |
| 14      | Bobby Lea (USA)           | 1:05.339 | 14    | 68              | 15       |
| 15      | Kazushige Kuboki (JPN)    | 1:05.498 | 12    | 70              | 14       |
| 16      | Gideoni Monteiro (BRA)    | 1:05.505 | 10    | 78              | 10       |
| 17      | Ignacio Prado (MEX)       | 1:05.839 | 8     | 62              | 16       |
| 18      | Jasper De Buyst (BEL)     | DNS      | –     | 28              | 18       |

## Volta llançada
| Posició | Ciclistes                 | Temps  | Punts | Punts acumulats | Rànquing |
| ------- | ------------------------- | ------ | ----- | --------------- | -------- |
| 1       | Dylan Kennett (NZL)       | 12.506 | 40    | 150             | 4        |
| 2       | Elia Viviani (ITA)        | 12.660 | 38    | 178             | 1        |
| 3       | Mark Cavendish (GBR)      | 12.793 | 36    | 162             | 2        |
| 4       | Lasse Norman Hansen (DEN) | 12.832 | 34    | 152             | 3        |
| 5       | Gaël Suter (SUI)          | 12.981 | 32    | 94              | 12       |
| 6       | Glenn O'Shea (AUS)        | 13.053 | 30    | 144             | 6        |
| 7       | Tim Veldt (NED)           | 13.170 | 28    | 104             | 10       |
| 8       | Leung Chun Wing (HKG)     | 12.265 | 26    | 104             | 11       |
| 9       | Thomas Boudat (FRA)       | 13.272 | 24    | 150             | 5        |
| 10      | Fernando Gaviria (COL)    | 13.273 | 22    | 140             | 7        |
| 11      | Roger Kluge (GER)         | 13.332 | 20    | 134             | 8        |
| 12      | Bobby Lea (USA)           | 13.416 | 18    | 86              | 15       |
| 13      | Artyom Zakharov (KAZ)     | 13.446 | 16    | 104             | 9        |
| 14      | Park Sang-hoon (KOR)      | 13.489 | 14    | 88              | 14       |
| 15      | Gideoni Monteiro (BRA)    | 13.569 | 12    | 90              | 13       |
| 16      | Kazushige Kuboki (JPN)    | 13.587 | 10    | 80              | 16       |
| 17      | Ignacio Prado (MEX)       | 14.046 | 8     | 70              | 17       |

## Cursa per punts
| Posició | Ciclistes                 | Punts | Punts acumulats | Rànquing |
| ------- | ------------------------- | ----- | --------------- | -------- |
| 1       | Fernando Gaviria (COL)    | 41    | 181             | 4        |
| 2       | Lasse Norman Hansen (DEN) | 40    | 192             | 3        |
| 3       | Roger Kluge (GER)         | 33    | 167             | 6        |
| 4       | Mark Cavendish (GBR)      | 32    | 194             | 2        |
| 5       | Elia Viviani (ITA)        | 29    | 207             | 1        |
| 6       | Thomas Boudat (FRA)       | 22    | 172             | 5        |
| 7       | Tim Veldt (NED)           | 7     | 111             | 9        |
| 8       | Artyom Zakharov (KAZ)     | 7     | 111             | 10       |
| 9       | Gideoni Monteiro (BRA)    | 4     | 94              | 13       |
| 10      | Ignacio Prado (MEX)       | 3     | 73              | 15       |
| 11      | Leung Chun Wing (HKG)     | 1     | 105             | 11       |
| 12      | Kazushige Kuboki (JPN)    | 1     | 81              | 14       |
| 13      | Gaël Suter (SUI)          | 1     | 95              | 12       |
| 14      | Glenn O'Shea (AUS)        | 0     | 144             | 7        |
| 15      | Dylan Kennett (NZL)       | –7    | 143             | 8        |
| 16      | Park Sang-hoon (KOR)      | DNF   | 88              | DNF      |
| 17      | Bobby Lea (USA)           | DNF   | 86              | DNF      |

## Resultat final
| Posició | Ciclistes                 | SC | PI | CE | CO  | VL | CP  | Total |
| ------- | ------------------------- | -- | -- | -- | --- | -- | --- | ----- |
| 1       | Elia Viviani (ITA)        | 28 | 36 | 40 | 36  | 38 | 29  | 207   |
| 2       | Mark Cavendish (GBR)      | 30 | 38 | 28 | 30  | 36 | 32  | 194   |
| 3       | Lasse Norman Hansen (DEN) | 40 | 40 | 6  | 32  | 34 | 40  | 192   |
| 4       | Fernando Gaviria (COL)    | 26 | 22 | 36 | 34  | 22 | 41  | 181   |
| 5       | Thomas Boudat (FRA)       | 36 | 32 | 38 | 20  | 24 | 22  | 172   |
| 6       | Roger Kluge (GER)         | 38 | 34 | 18 | 24  | 20 | 33  | 167   |
| 7       | Glenn O'Shea (AUS)        | 34 | 20 | 22 | 38  | 30 | 0   | 144   |
| 8       | Dylan Kennett (NZL)       | 32 | 30 | 8  | 40  | 40 | −7  | 143   |
| 9       | Tim Veldt (NED)           | 10 | 28 | 10 | 28  | 28 | 7   | 111   |
| 10      | Artyom Zakharov (KAZ)     | 22 | 12 | 32 | 22  | 16 | 7   | 111   |
| 11      | Leung Chun Wing (HKG)     | 20 | 16 | 16 | 26  | 26 | 1   | 105   |
| 12      | Gaël Suter (SUI)          | 12 | 8  | 26 | 16  | 32 | 1   | 95    |
| 13      | Gideoni Monteiro (BRA)    | 14 | 24 | 30 | 10  | 12 | 4   | 94    |
| 14      | Kazushige Kuboki (JPN)    | 18 | 6  | 34 | 12  | 10 | 1   | 81    |
| 15      | Ignacio Prado (MEX)       | 16 | 14 | 24 | 8   | 8  | 3   | 73    |
| 16      | Park Sang-hoon (KOR)      | 24 | 18 | 14 | 18  | 14 | DNF | DNF   |
| 17      | Bobby Lea (USA)           | 8  | 26 | 20 | 14  | 18 | DNF | DNF   |
| 18      | Jasper De Buyst (BEL)     | 6  | 10 | 12 | DNS | –  | –   | DNF   |

SC: Scratch. PI: Persecució Individual CE: Cursa per eliminació.
CO: Contrarellotge. VL: Volta llançada. CP: Cursa per puntuació